# Vectrix
Vectrix – nazwa nieistniejących już, zakładów i marka produkowanych przez nie skuterów. Vectrix jest pojazdem elektrycznym.

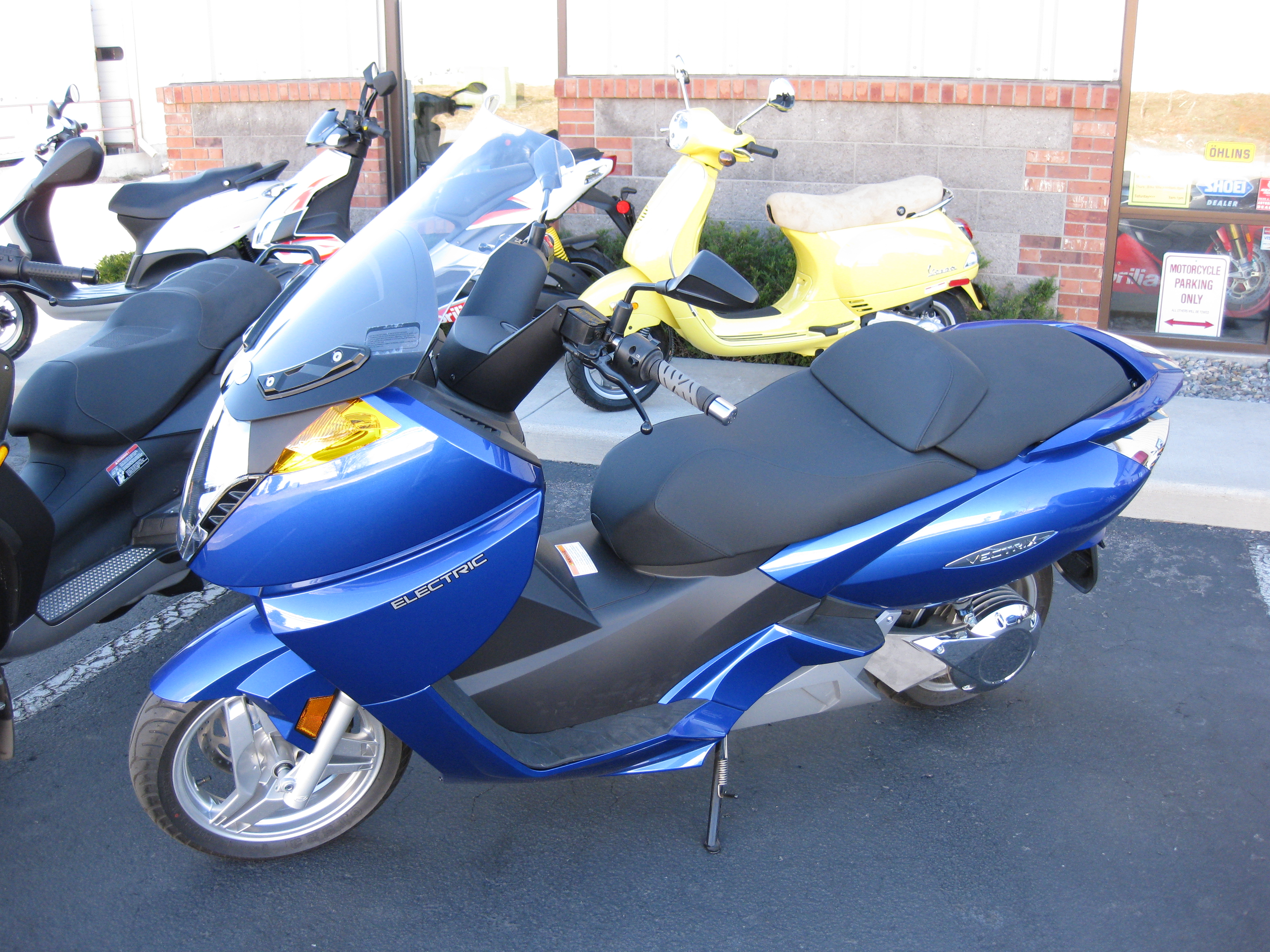
Vectrix

W niektórych krajach jest zwolniony z opłat drogowych.
Fabryka Vectrixa znajdowała się pod Wrocławiem.
| Vectrix                            | Vectrix     |
| ---------------------------------- | ----------- |
| Prędkość maksymalna                | 102 km/h    |
| Przyśpieszenie (0-80 km/h)         | 6,8 sekundy |
| Zasięg*                            | 102 km      |
| * przy średniej prędkości 40 km/h. |             |